# Кофлер, Ганс
Ганс Кофлер (нем. Hans Kofler; 30 января 1896, Тренто — 20 марта 1947) — австрийский арабист и семитолог, профессор Венского университета; член НСДАП (1940).

## Биография
Ганс Кофлер родился 30 января 1896 года в Тренто; окончил Гуманитарную государственную гимназию, а затем поступил в университет в Инсбруке, где изучал классическую и романскую филологию. После защиты кандидатской диссертации в 1919 году, он стал преподавателем латыни, греческого и итальянского языков. Затем, до 1939 года, Кофлер состоял учителем в спортивной гимназии для девочек в Инсбруке.
В то же время он изучал право и в 1926 году стал кандидатом юридических наук; в 1929/1930 учебном году изучал семитскую филологию в Лейпциге и в 1931 году стал общества «Deutsche Morgenländische Gesellschaft». В 1932 году в Инсбрукском университете Кофлер защитил докторскую диссертацию по восточной филологии и исламоведению — стал приват-доцентом. 1939 году он занял позицию экстраординарного профессора арабских и исламских исследований в Венском университете. В 1940 году вступил в НСДАП: партийные билет № 7870419. Скончался в 1947 году.

## Работы
Перевод книги «Fuṣūṣ al-ḥikam» на немецкий язык:
- Fuṣūṣ al-ḥikam — das Buch der Siegelringsteine der Weisheitssprüche, 1970.
- Die Weisheit der Propheten, 1986.